# Nationaal park Absheron
Het National park Absheron (Azerbeidzjaans: Abşeron Milli Parkı) is een nationaal park in Azerbeidzjan dat  is opgericht op 8 februari 2005 als voortzetting van het Absheron staatsnatuurreservaat dat in 1969 is gesticht. De oppervlakte bedraagt 783 ha. Het ligt in het district Azizbeyov Bakoe.
Het doel van het parkbeheer is om de zeldzame of bedreigde dier-  en plantensoorten te beschermen en om te komen tot ecotoerisme.
Het park  heeft een  halfwoestijnklimaat met bijbehorende droge woestijn- en steppemilieus. De flora is arm door het zilte en droge milieu. Hier en daar vinden we vochtige weiden met zouttolerante grassoorten. Diverse eenjarige planten ontwikkelen zich in het voorjaar. 
Aanleiding om dit gebied te beschermen was het voorkomen van gazellen, de Kaspische zeehond en verschillende watervogels, zoals de zilvermeeuw, verschillende eendensoorten, de knobbelzwaan  en strandlopers. Daarnaast zijn er onder meer de jakhals, vos, konijn, das.
In totaal zijn meer dan 50 diersoorten aangetroffen in het park en 25 plantensoorten.  

## Opvallende soorten
Een van de zeldzame soorten in het park is de knobbelzwaan die is opgenomen in de Rode lijst van Azerbeidzjan. In het park vinden we verder onder meer Alsem (Artemisia spec.) die goed bestand is tegen het droge klimaat. De plant dient wel voor de bereiding van santonine dat wordt gebruikt als anthelminthicum, een geneesmiddel tegen parasitaire wormen.
De Kaspische zeehond (Phoca caspica) is vanwege zijn geringe grootte een uniek zeezoogdier en is endemisch in de Kaspische Zee. Hoewel er nog meer dan 360000 dieren zijn, wordt de soort toch (nog steeds) bedreigd, door de verontreiniging van de Kaspische Zee en de economische ontwikkeling van de kust.